# Media Distancia

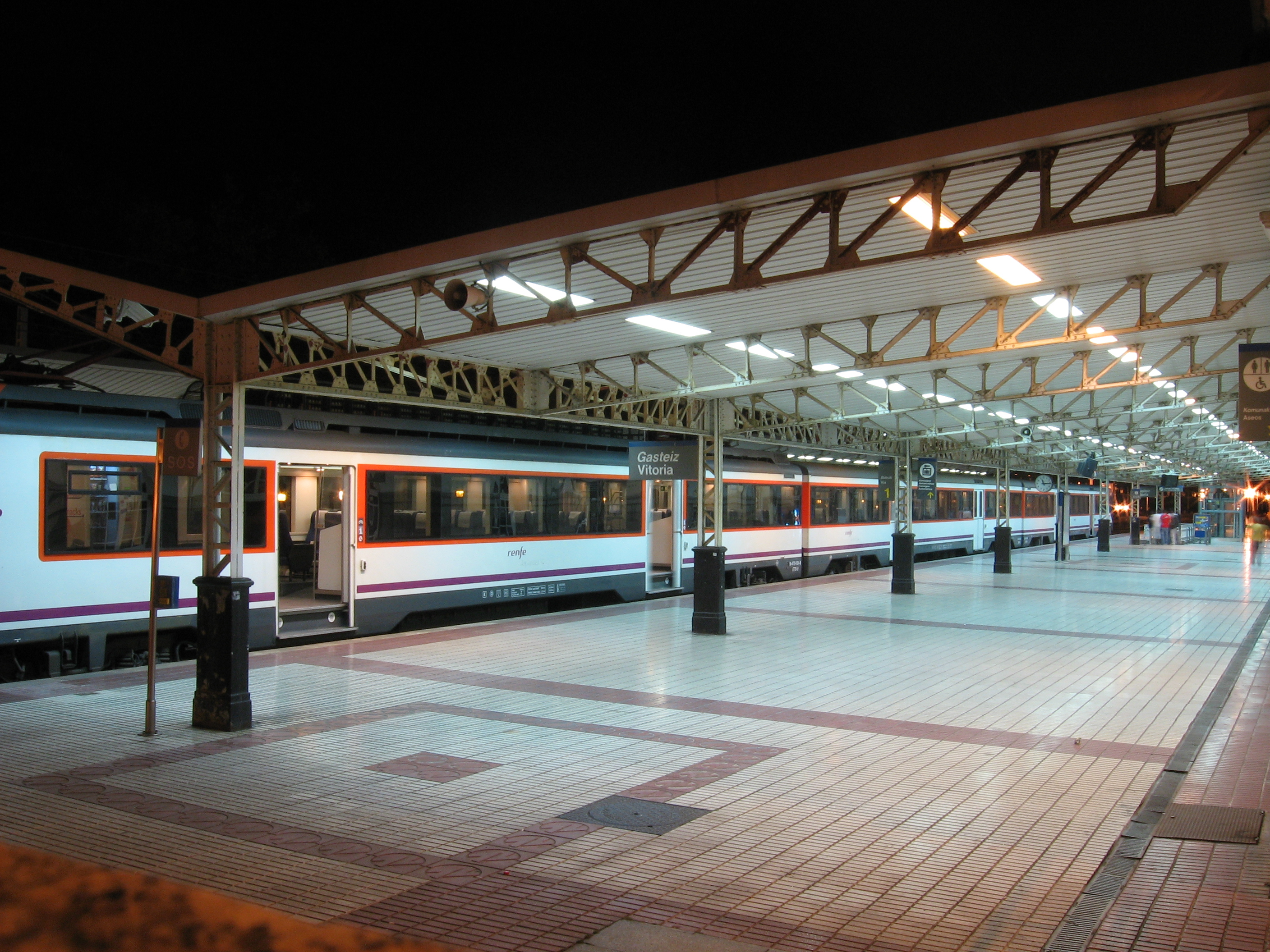
Media Distancia járat Vitoria állomásán (RENFE 440 sorozat)

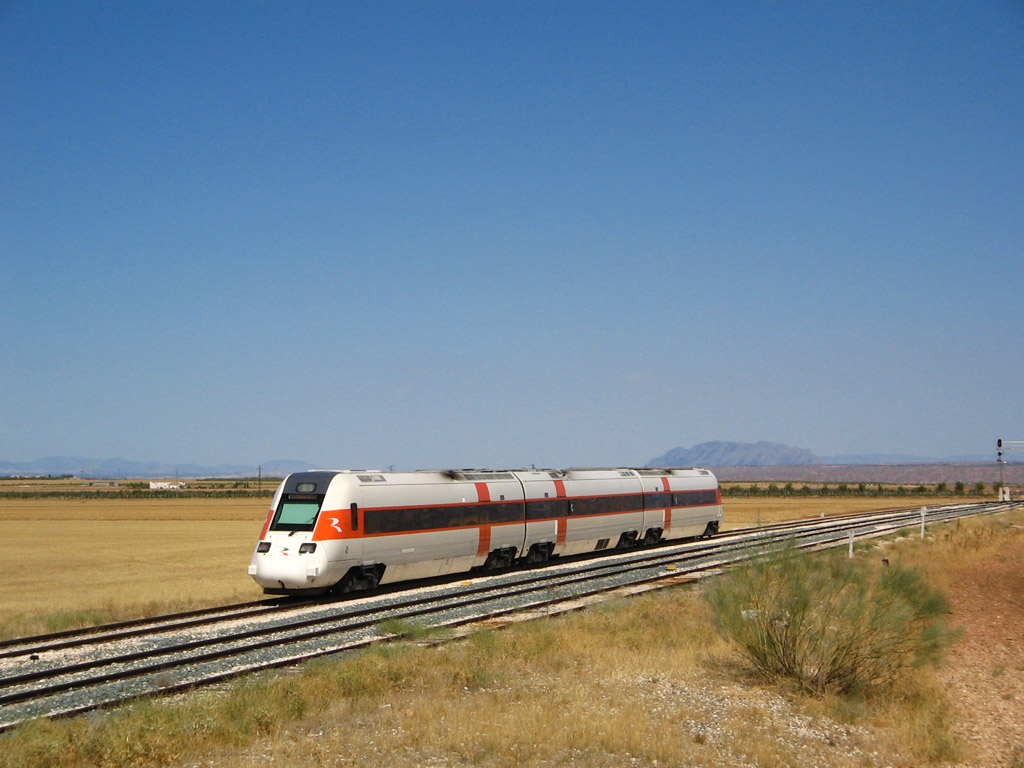
R-598

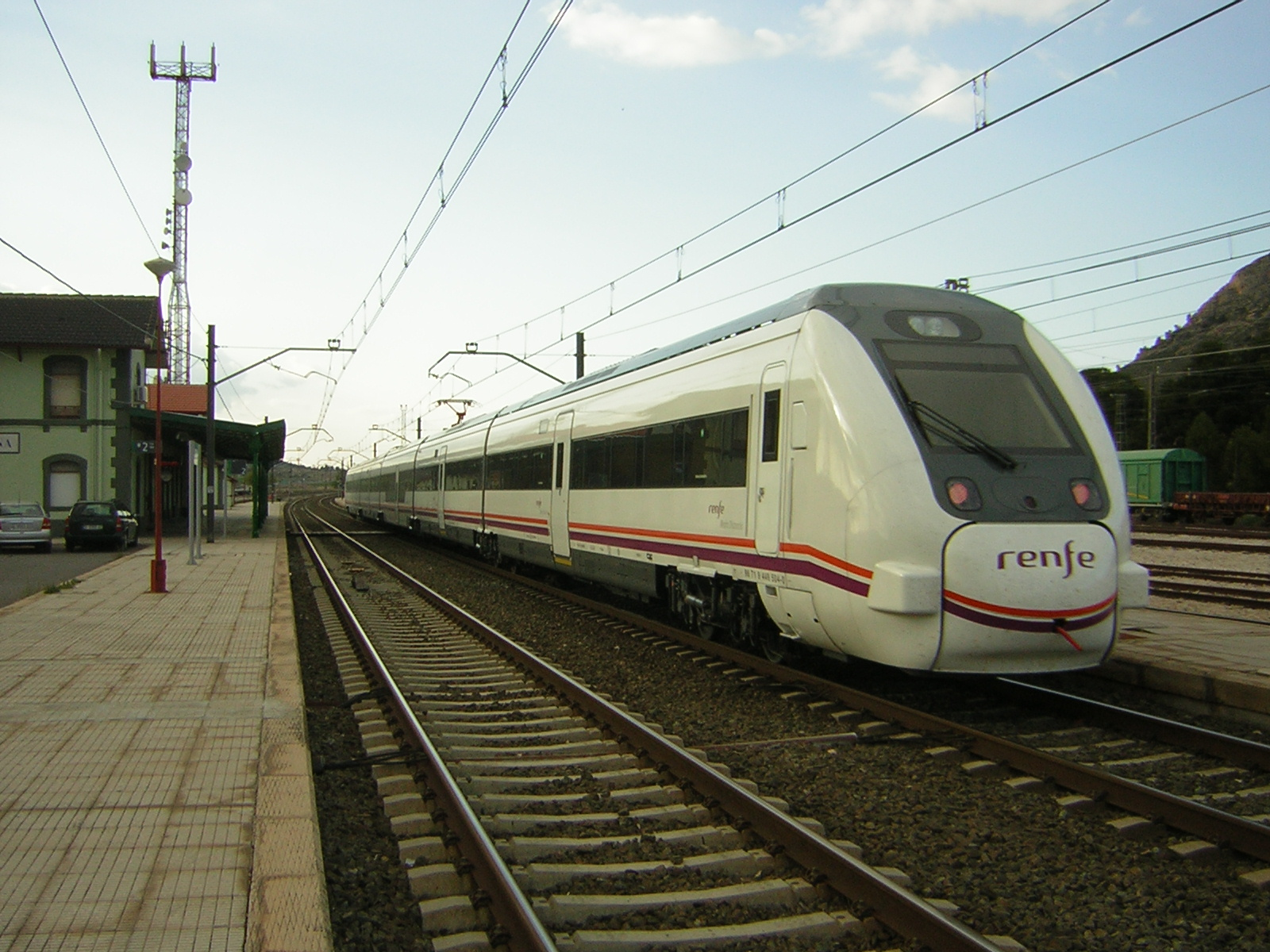
MD 449

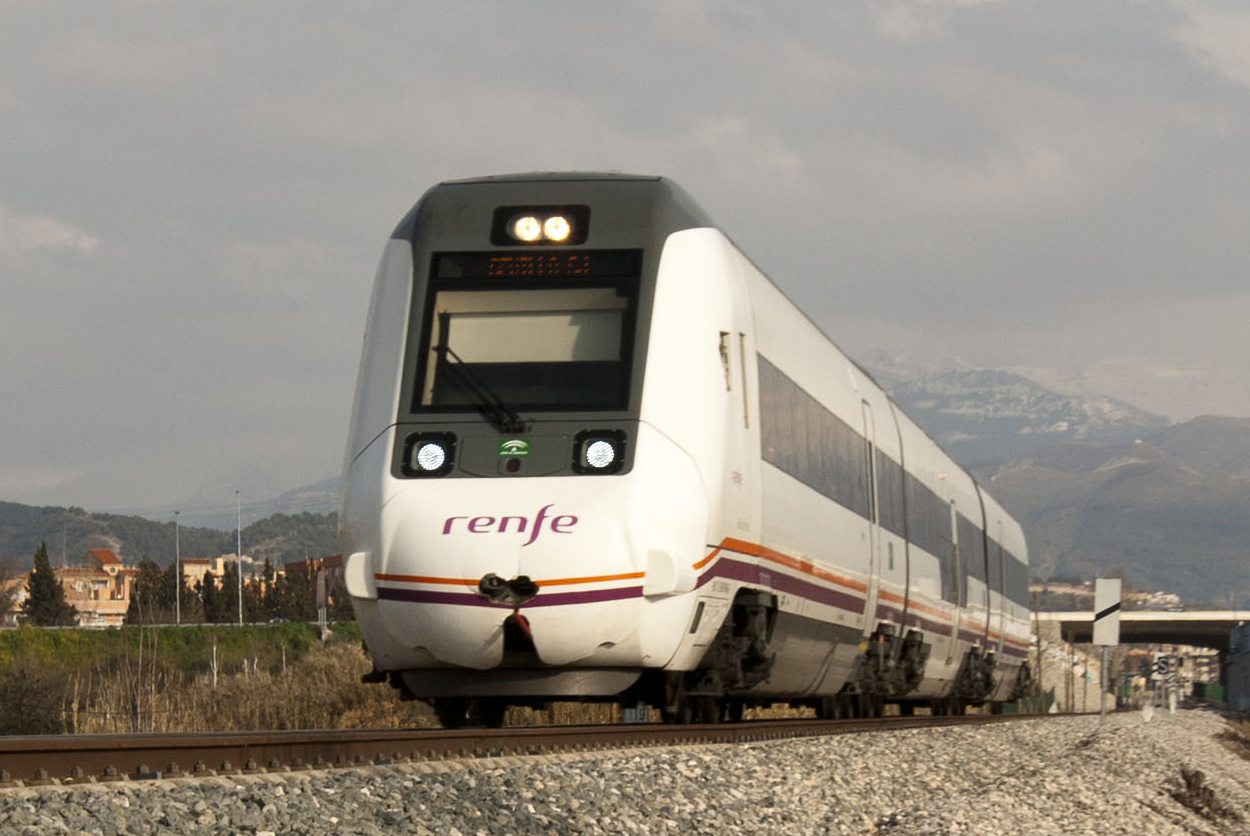
MD 599

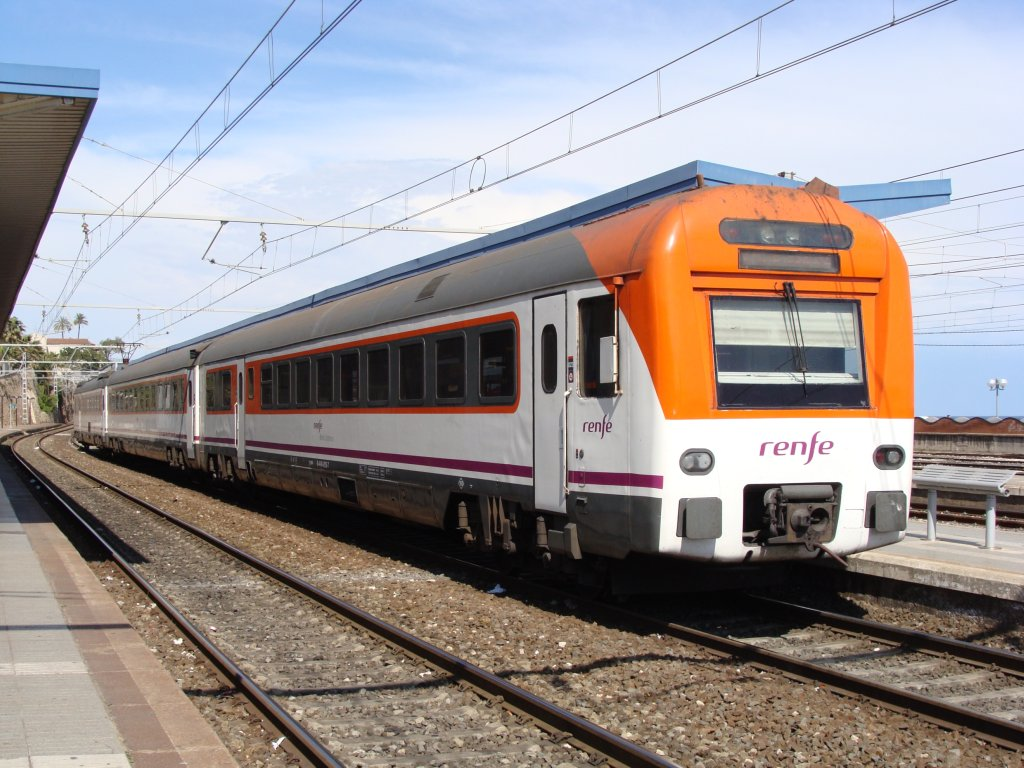
Intercity 448

A Media Distancia Spanyolország államvasútjának, a Renfe-nek a távolsági vasúti szolgáltatásainak összefoglaló neve. A Media Distancia fogalomba több hasonló távolsági szolgáltatás is beletartozik.

## Meglévő közepes távolságú szolgáltatások
- Avant: ezek közepes távolságú vaasúti járatok, amelyek a nagysebességű vonalak szolgáltatásait egészítik ki, átvéve a korábbi Lanzaderas Ave vagy Iris járatok szerepét. RENFE 104, RENFE 114 vagy RENFE 121 sorozatú motorvonatokat használnak, melyek egyaránt közlekednek normál (1435 mm) és széles (1668 mm) nyomtávolságú vágányokon nyomtávátállító állomásokat is igénybe véve.
- Regional: Ezek olyan járatok, amelyek az összes vagy szinte az összes állomáson megállnak a megtett út során.
- Regional Exprés: Olyan járatok, amelyek kevesebb megállóval rendelkeznek, mint a regionális járatok (legfeljebb 3 megálló 100 km-en), ami magasabb átlagsebességet eredményez, és ezért lényegesen rövidebb utazási időt biztosítanak, mint a regionális járatok, mindezt nagyobb kényelem mellett. A villamos motorvonatok közül a 440R, 470 sorozat, míg Katalóniában a 448 sorozatot használják, míg a nem villamosított vonalakon ezeket a szolgáltatásokat az 592 sorozat egységei nyújtják. Hosszú ideig ezeknek a szolgáltatásoknak a neve Andalucía Exprés, Regional Aragón / Aragón Exprés, Castilla y León Exprés, Catalunya Exprés és Regionais Galicia / Galicia Exprés volt.
- TRD: Regionális dízelüzemű járat, amely a nem villamosított vonalakon nyújt minőségi regionális szolgáltatást. Kényelme és sebessége magasabb, mint a Regional és Regional Exprés vonatoké, így viteldíja is valamivel magasabb. Ezt a szolgáltatást kizárólag felújított és felújítatlan 594-es sorozatú dízelmotorvonatokkal üzemeltették.
- R-598: Jelenleg nincs ilyen nevű járat, ezek nem villamosított vonalakon működtek, minőségi regionális szolgáltatásokat biztosító vonatok voltak. Kényelme és sebessége magasabb, mint a Regional és Regional Exprés vonatoké, így viteldíja valamivel magasabb volt. Ezt a szolgáltatást kizárólag az 598-as sorozatú motorvonatokkal közlekedve végezték, kis ideig Nexios néven közlekedtek.
- MD: Media Distancia, új regionális szolgáltatások, amelyek az új, 449 és 599 sorozatú motorvonatokkal üzemeltettek a villamosított és a nem villamosított vasútvonalakon, korábban helyettesítve a Media Distancia gördülőállomány nagy részét. Amikor a márkanév létrejött, egy ideig MD+-nak (Media Distancia Plus) hívták.
- Intercity: Ezek régebben Intercity távolsági szolgáltatások voltak, amelyek 2008-ban megszűntek, de 2012-ben ez a márka ismét megjelent, a Media Distancia kategória esetében a távolsági szolgáltatásokat nyújtanak, de közepes távolságon. A 121, 449 és 599 sorozatú motorvonatokkal üzemeltetik.

## Vonalak

### Nagysebességű vonalak
Az Avant szolgáltatáshoz RENFE 104, RENFE 114 vagy RENFE 121 sorozatú motorvonatokat használnak, maximális sebességük 250 km/h.
| Járat | Útvonal | Megjegyzések |
| ----- | --- | --- |
| 83    | Barcelona Sants - Camp de Tarragona - Lérida Pirineos                                                      | |
| 84    | Sevilla-Santa Justa - Córdoba Central - Puente Genil Herrera - Antequera-Santa Ana - Málaga-María Zambrano | 2008 óta gyors alternatívája a Córdoba–Sevilla útvonalon közlekedő 66. vonalnak, a Sevilla-Malaga útvonalon közlekedő 67. vonalnak és a Córdoba–Antequera útvonalon közlekedő 69. vonalnak. |
| 85    | Madrid-Puerta de Atocha - Ciudad Real-Central - Puertollano                                                | Helyettesíti a Nagysebességű AVE Lanzadera járatokat, amelyek 1992 óta működnek, amikor is megnyílt a Madrid-Sevilla nagysebességű vasútvonal.                                              |
| 86    | Madrid-Chamartín - Segovia-Guiomar - Valladolid-Campo Grande                                               | 2008. óta. |
| 87    | Madrid-Puerta de Atocha - Toledo                                                                           | 2005. óta. |
|       | Zaragoza-Delicias - Calatayud                                                                              | Jármű: RENFE 103 (AVE) |
|       | Orense - Santiago de Compostela - La Coruña                                                                | |
|       | Vigo-Urzáiz - Villagarcía de Arosa - Santiago de Compostela - La Coruña                                    | |
|       | Barcelona-Sants - Gerona - Figueras-Vilafant                                                               | Jármű: RENFE 103 (AVE) |
|       | Barcelona-Sants - Camp de Tarragona - Cambrils - Hospitalet del Infante - Aldea-Amposta-Tortosa - Tortosa  | 2020. óta. Nyomtávváltás a La Boella (Reusi repülőtér) állomáson |
|       | Sevilla-Santa Justa - Córdoba-Central - Puente Genil Herrera - Antequera-Santa Ana - Loja - Granada        | 2020. óta. A 68-as és 70-es vonal helyett nyújt alternatívát Antequera-Santa Ana és Granada közti normál nyomtávolságú szakaszon, mint a két járat gyorsabb alternatívája.                  |

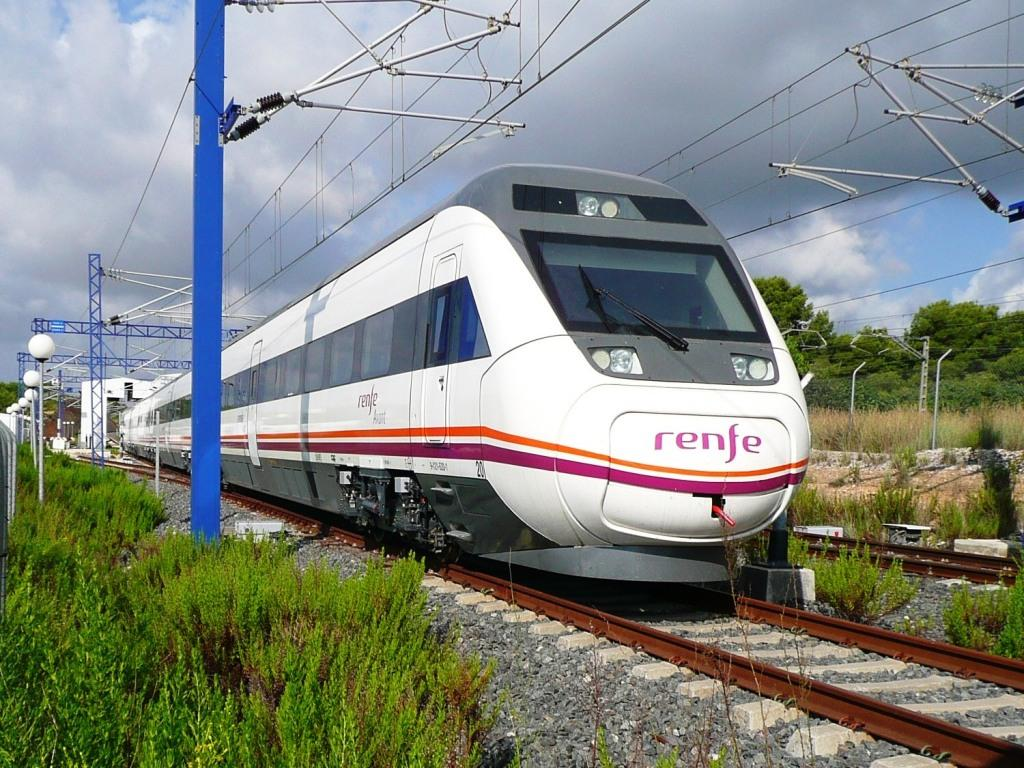
Intercity S-121
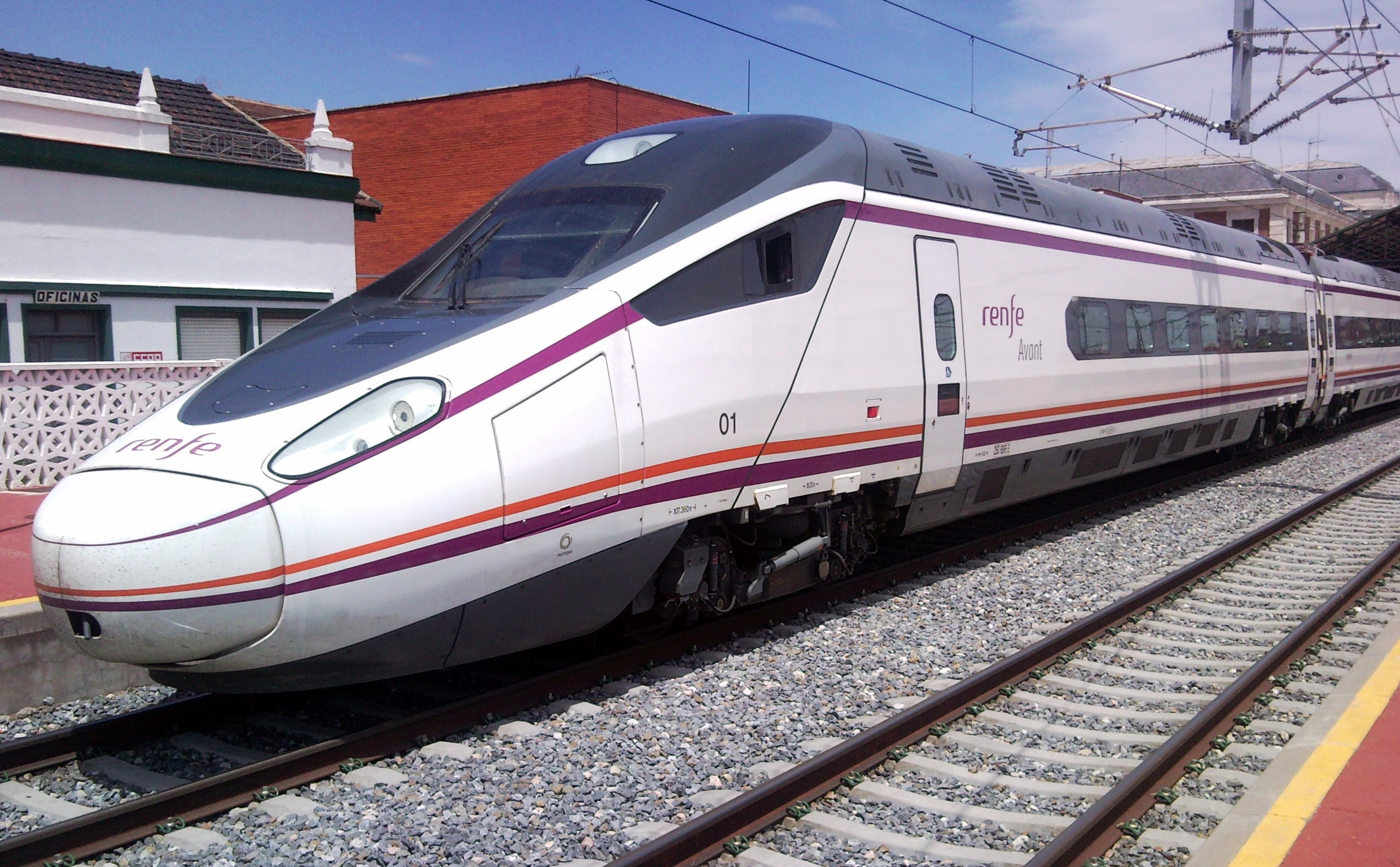
Avant S-114 Estación de Valladolid-Campo Grandeállomáson
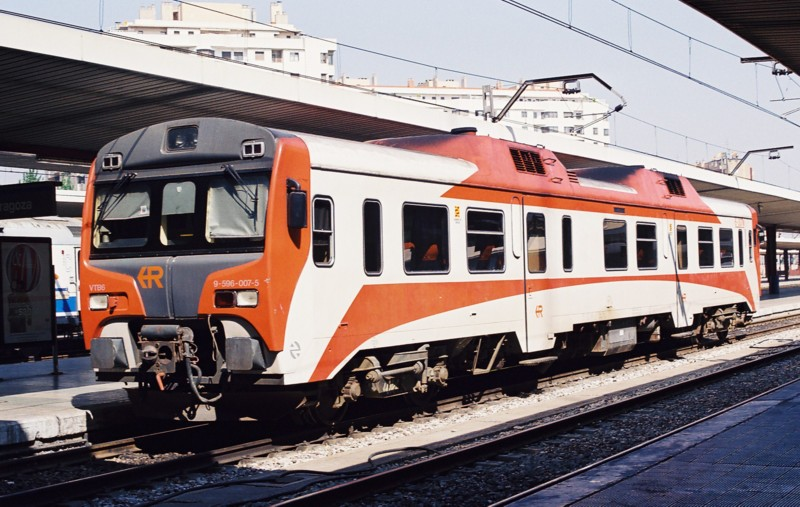
Regional Exprés S-596
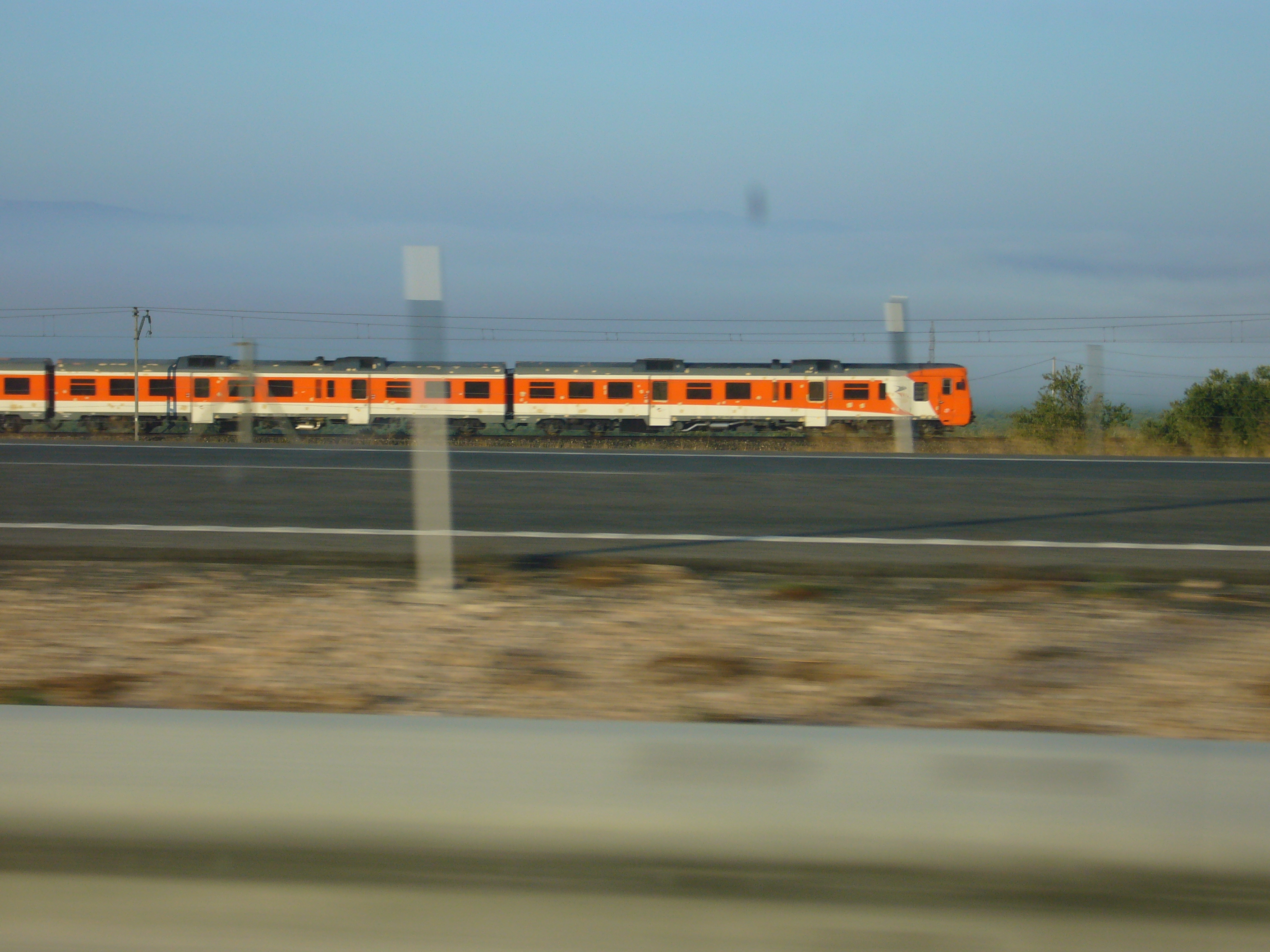
Regional Exprés S-592

### Hagyományos vonalak
Ezek a járatok teljesen hagyományos járművekkel működnek, mind a 3000 V egyenárammal villamosított, mind a villamosítás nélküli vonalakon. Ezekben a járatokon a gördülőállomány és a menetrend nagyon sokféle lehet, mind a megtett távolság, mind a gyakoriság tekintetében. Korábban földrajzi területek szerint nevezték el őket, de jelenleg a Renfe egyszerűen csak egy számot rendel minden Media Distancia vonalához.
Az e viszonylatokon használt járműállomány nagyon változatos. Az alábbi sorozatok közlekednek itt: a 440, a 470, a 448, az 592, az 596, az 594, a 449, az 598, az 599 és a 490 sorozat. A 3. számú vonalon a Comboios de Portugal az UT 592 sorozatot használja.
| Vonal                | Szolgáltatás                 | Vasúti jármű                                                                          | Végállomások                                                       | Állomások |
| -------------------- | ---------------------------- | ------------------------------------------------------------------------------------- | ------------------------------------------------------------------ | --- |
| 1                    | MD                           | S-599                                                                                 | A Coruña - Vigo-Guixar                                             | La Coruña · Ujes · Cerceda-Meirama · Ordes · Santiago de Compostela · Osebe · Padrón · Puentecesures · Catoira · Vilagarcia de Arosa · Portela · Pontevedra-Universidad · Pontevedra · Arcade · Cesantes · Redondela-Picota · Redondela · Vigo-Guixar |
| 3A                   | Regional                     | S-596                                                                                 | Vigo-Guixar - Valença do Minho                                     | Vigo-Guixar · Redondela · Porriño · Guillarey · Tuy· Valença do Minho |
| 3B                   | Celta                        | S-592 de CP                                                                           | Vigo - Porto-Campanhã                                              | Vigo-Guixar · Valença do Minho · Viana do Castelo · Nine · Porto-Campanhã |
| 4                    | MD                           | S-594                                                                                 | A Coruña - Lugo - Monforte - Orense                                | La Coruña · Elviña-Universidad · O Burgo-Santiago · Cambre · Cecebre · Betanzos-Infesta · Oza dos Ríos · Cesuras · Piñol · Curtis · Teijeiro · Guitiriz · Parga · Baamonde · Rábade · Lugo · Pedrelo-Céltigos · Sarria · Monforte de Lemos · Orense |
| 5                    | MD                           | 594                                                                                   | A Coruña - Ferrol                                                  | La Coruña · Elviña-Universidad · O Burgo-Santiago · Cambre · Cecebre · Betanzos-Infesta · Betanzos-Cidade · Miño-Castro · Perbes · Pontedeume · Cabanas · Barallobre · Perlío · Neda · Ferrol |
| 6                    | MD                           | 440                                                                                   | Vigo - Orense - Monforte - Ponferrada - León                       | Vigo-Guixar · Redondela · Louredo-Valos · O Porriño · Guillarey · Caldelas · Salvaterra · As Neves · Sela · Arbo · Pousa Crecente · Frieira · Filgueira · Ribadavia · Barbantes · Orense · Peares · SanSan Pedro del Sil · San Esteban del Sil · Áreas · Canabal · Monforte de Lemos · Puebla del Brollón · San Clodio-Quiroga · Montefurado · A Rúa-Petín · Vilamartín de Valdeorras · El Barco de Valdeorras · Sobradelo · Quereño · Covas · Toral de los Vados · Villadepalos · Ponferrada · San Miguel de las Dueñas · Villaverde de los Cestos · Bembibre · Torre del Bierzo · La Granja · Brañuelas · Porqueros · Vega-Magaz · Astorga · Nistal · Barrientos · Veguellina · Villavante · Quintana-Raneros · León |
| 13                   | MD                           | 599                                                                                   | Madrid - Salamanca                                                 | Madrid-Chamartín · Villalba de Guadarrama · El Escorial · Zarzalejo · Robledo de Chavela · Santa María de la Alameda-Peguerinos · Las Navas del Marqués · Navalperal · Herradón-La Cañada · Ávila · Cardeñosa de Ávila · San Pedro del Arroyo · Crespos · Narros del Castillo · Peñaranda de Bracamonte · Villar de Gallimazo · Babilafuente · San Morales · Aldealengua · Salamanca · Salamanca-Alamedilla |
| 14                   | MD                           | 449                                                                                   | Palencia - Valladolid                                              | Palencia · Venta de Baños · Dueñas · Cubillas de Santa Marta · Corcos-Aguilarejo · Cabezón de Pisuerga · Valladolid-Universidad · Valladolid-Campo Grande |
| 15                   | MD                           | 449                                                                                   | Valladolid - Medina del Campo                                      | Valladolid-Campo Grande · Viana · Valdestillas · Matapozuelos · Pozaldez · Medina del Campo |
| 16                   | MD                           | 449                                                                                   | Valladolid - Ávila - Madrid                                        | Valladolid-Campo Grande · Medina del Campo · Arévalo · Ávila · Herradón-La Cañada · Navalperal · Las Navas del Marqués · Santa María de la Alameda-Peguerinos · Robledo de Chavela · Zarzalejo · El Escorial · Villalba de Guadarrama · Madrid-Chamartín |
| 17                   | MD                           | 449                                                                                   | Valladolid - León                                                  | Valladolid-Campo Grande · Valladolid-Universidad · Cabezón de Pisuerga · Corcos-Aguilarejo · Cubillas de Santa Marta · Dueñas · Venta de Baños · Palencia · Grijota · Becerril · Paredes de Nava · Cisneros · Villada · Grajal · Sahagún · El Burgo Raneros · Santas Martas · Palanquinos · León |
| 18                   | TRD                          | 594                                                                                   | Valladolid - Zamora - Puebla de Sanabria                           | Valladolid-Campo Grande · Medina del Campo · Nava del Rey · Toro · Zamora · Carbajales de Alba · Ferreruela de Tábara · Abejera · Sarracín de Aliste · Cabañas de Aliste · Linarejos-Pedroso · Puebla de Sanabria |
| 19                   | MD                           | 599                                                                                   | Palencia - Valladolid - Salamanca                                  | Palencia · Venta de Baños · Dueñas · Valladolid-Universidad · Valladolid-Campo Grande · Viana · Valdestillas · Matapozuelos · Pozaldez · Medina del Campo · Campillo · El Carpio · Fresno el Viejo · Cantalapiedra · El Pedroso de la Armuña · Pitiegua · Gornecello · Moriscos · Salamanca · Salamanca-Alamedilla |
| 20                   | Regional                     | 440 és 470                                                                            | Valladolid - Santander                                             | Valladolid-Campo Grande · Valladolid-Universidad · Cabezón de Pisuerga · Corcos-Aguilarejo · Cubillas de Santa Marta · Dueñas · Venta de Baños · Palencia · Monzón de Campos · El Carrión · Amusco · Piña · Frómista · Osorno · Espinosa de Villagonzalo · Herrera de Pisuerga · Alar del Rey · Mave · Aguilar de Campóo · Quintanilla de las Torres · Mataporquera · Reinosa · Bárcena · Los Corrales de Buelna · Torrelavega · Renedo · Maliaño · Valdecilla · Santander |
| 21                   | MD                           | 449                                                                                   | Valladolid - Burgos - Vitoria                                      | Valladolid-Campo Grande · Valladolid-Universidad · Cabezón de Pisuerga · Corcos-Aguilarejo · Cubillas de Santa Marta · Dueñas · Venta de Baños · Palencia · Magaz · Quintana del Puente · Villaquirán · Burgos-Rosa de Lima · Briviesca · Pancorbo · Miranda de Ebro · La Puebla de Arganzón · Nanclares · Vitoria |
| 22                   | MD                           | 448                                                                                   | Zaragoza - Logroño                                                 | Zaragoza-Delicias · Casetas · Alagón · Cabañas de Ebro · Pedrola · Luceni · Gallur · Cortes de Navarra · Ribaforada · Tudela de Navarra · Castejón · Alfaro · Rincón de Soto · Calahorra · Féculas de Navarra · Alcanadre · Agoncillo · Logroño |
| 23                   | MD                           | 449                                                                                   | León - Ponferrada - Monforte                                       | León · Quintana-Raneros · Villavante · Veguellina · Barrientos · Nistal · Astorga · Vega-Magaz · Porqueros · Brañuelas · La Granja · Torre del Bierzo · Bembibre · Villaverde de los Cestos · San Miguel de las Dueñas · Ponferrada · Villadepalos · Toral de los Vados · Covas · Quereño · Sobradelo · El Barco de Valdeorras · Villamartín de Valdeorras · La Rua-Petín · Montefurado · San Clodio-Quiroga · Puebla de Brollón · Monforte de Lemos |
| 24                   | Regional                     | 470                                                                                   | León - Gijón                                                       | León · La Robla · La Pola de Gordón · Santa Lucía · Villamanín · Busdongo · Linares-Congostinas · Puente de los Fierros · Campomanes · Pola de Lena · Ujo · Mieres-Puente · Llamaquique · Oviedo · Calzada de Asturias ·Gijón |
| 25                   | MD Regional Exprés           | 449                                                                                   | Irún - Vitoria - Miranda de Ebro                                   | Irún · Lezo-Rentería · Pasajes · Herrera · Intxaurrondo · Ategorrieta · Gros · San Sebastián · Tolosa · Ordizia · Beasaín · Zumárraga · Legazpia · Zegama-Otzaurte · Alsasua · Araia · Aguraín-Salvatierra de Álava · Alegría de Álava · Vitoria-Gasteiz · Nanclares-Langráiz · La Puebla de Arganzón · Manzanos · Miranda de Ebro |
| 26                   | Regional Exprés              | 470                                                                                   | Zaragoza - Pamplona - Vitoria                                      | Zaragoza-Delicias · Casetas · Alagón · Cabañas de Ebro· Pedrola · Luceni · Gallur · Cortes de Navarra · Ribaforada · Tudela de Navarra · Castejón de Ebro · Villafranca de Navarra · Marcilla de Navarra · Olite · Tafalla · Pamplona · Huarte-Araquil · Echarri-Aranaz · Alsasua-Pueblo · Araya · Aguraín-Salvatierra de Álava · Alegría de Álava · Vitoria |
| 32/R16-R17           | Regional Exprés              | 447PMR Reg. 470, 448 és 449                                                           | Barcelona - Tarragona - Salou/Tortosa                              | Barcelona-Estación de Francia · Barcelona-Paseo de Gracia · Barcelona Sants · Villanueva y Geltrú · San Vicente de Calders · Torredembarra · Altafulla-Tamarit · Tarragona · Salou-Port Aventura // Vila-seca de Solcina · Cambrils · Hospitalet del Infante · Ametlla de Mar · Ampolla-Perelló-Deltebre · Camarles-Deltebre · Aldea-Amposta-Tortosa · Campredó · Tortosa |
| 33/R11               | MD Regional                  | 447 és 449                                                                            | Barcelona - Gerona - Figueras - Portbou                            | Barcelona Sants · Barcelona-Paseo de Gracia · Barcelona Clot-Aragón · San Andrés Condal · Granollers · San Celoni · Massanet-Massanas · Sils · Caldas de Malavella · Riudellots · Fornells de la Selva · Gerona · Celrá · Bordils és Juyá · Flassá · Sant Jordi Desvalls · Camallera · San Miguel de Fluviá · Vilamalla · Figueras · Vilajuïga · Llansá · Colera · Portbou · Cerbère (Sólo llegadas) |
| 34                   | Regional Exprés              | 470                                                                                   | Zaragoza - Caspe - Barcelona                                       | Zaragoza-Delicias · Zaragoza-Portillo · Zaragoza-Goya · Miraflores · Fuentes de Ebro · Quinto · La Zaida-Sástago · La Puebla de Híjar · Samper · Caspe · Valle de Pilas · Fabara · Nonaspe · Fayón-Puebla de Masaluca · Ribarroja de Ebro · Flix · Ascó · Mora la Nueva · Marsá-Falset · Pradell · Dosaiguas-La Argentera · Riudecañas-Botarell · Las Borjas del Campo · Reus · Vilaseca · Tarragona · Altafulla-Tamarit · Torredembarra · San Vicente de Calders · Barcelona Sants · Barcelona-Paseo de Gracia · -Barcelona-Estación de Francia |
| 35/R12 35/R13 35/R14 | Regional Exprés              | 470 és 448                                                                            | Barcelona - La Plana - Lérida                                      | Barcelona Estación de Francia · Barcelona-Paseo de Gracia · Barcelona Sants · Villanueva y Geltrú · San Vicente de Calders · Roda de Mar · Roda de Bará · Salomó · Vilabella · Nulles-Bràfim · Valls · La Plana-Picamoixons · La Riba · Vilaverd · Montblanc · Espluga de Francolí · Vimbodí · Vinaixa · Borjas Blancas · Juneda · Lérida-Pirineos |
| 35/R12 35/R13 35/R14 | Regional Exprés              | 470 és 448                                                                            | Barcelona - Tarragona - Lérida                                     | Barcelona Estación de Francia· Barcelona-Paseo de Gracia · Barcelona Sants · Villanueva y Geltrú · San Vicente de Calders · Torredembarra · Altafulla-Tamarit · Tarragona · Vila-seca de Solcina · Reus · La Selva del Camp · Alcover · La Plana-Picamoixons · La Riba · Vilaverd · Montblanc · Espluga de Francolí · Vimbodí · Vinaixa · La Floresta · Borjas Blancas · Juneda · Puigvert de Lérida · Lérida-Pirineos |
| 35/R12 35/R13 35/R14 | Regional Exprés              | 470 és 448                                                                            | Hospitalet - Manresa - Lérida                                      | Hospitalet de Llobregat · Barcelona-Sants · Barcelona-Plaza de Cataluña · Barcelona-Arco de Triunfo · Barcelona-Sagrera Meridiana · Barcelona-San Andrés Arenal · Torre del Baró · Moncada Bifurcación · Moncada és Reixach-Manresa · Moncada és Reixach-Santa María · Sardañola del Vallés · Barberá del Vallés · Sabadell Sur · Sabadell Centro · Sabadell Norte · Tarrasa Este · Tarrasa · San Vicente de Castellet · Manresa · Rajadell · Aguilar de Segarra · Seguers-San Pedro Salavinera · Calaf · San Martín Sasgayolas · San Guim de Freixenet · Cervera · Tárrega · Anglesola · Bellpuig · Castellnou de Seana · Golmés · Mollerusa · Bell Lloch · Lérida-Pirineos                                           |
| 36/R15               | Regional Exprés              | 448, 470 és 449                                                                       | Barcelona - Reus - Ribarroja de Ebro                               | Barcelona Estación de Francia · Barcelona-Paseo de Gracia · Barcelona Sants · Villanueva y Geltrú · San Vicente de Calders · Torredembarra · Altafulla-Tamarit · Tarragona · Vilaseca · Reus · Las Borjas del Campo · Riudecanyes-Botarell · Duesaigües-L'Argentera · Pradell · Marsá-Falset · Capsanes · Els Guiamets · Mora la Nueva · Ascó · Flix · Ribarroja de Ebro |
| 38                   | Regional Exprés              | 470                                                                                   | Zaragoza - Monzón-Río Cinca - Lérida                               | Zaragoza-Delicias · Zaragoza-Portillo · Zaragoza Goya · Miraflores · Villanueva del Gállego · Tardienta · Grañén · Sariñena · Monzón-Río Cinca · Binéfar · Lérida-Pirineos |
| 44                   | MD                           | 599                                                                                   | Valencia - Alicante - Murcia - Cartagena                           | Valencia · Játiva · Mogente · Villena · Sax · Elda-Petrer · Novelda · Alicante-Terminal · Sant Gabriel · Torrellano · Elche-Parque · Elche Carrús · Crevillente · Albatera-Catral · Callosa de Segura · Orihuela · Beniel · Murcia del Carmen · Balsicas-Mar Menor · Torrepacheco · Cartagena |
| 45                   | MD                           | 449                                                                                   | Alicante - Albacete-Los Llanos - Alcázar de San Juan - Ciudad Real | Alicante-Terminal · Elda-Petrer · Villena · Caudete · Almansa · Albacete-Los Llanos · La Gineta · La Roda · Minaya · Villarrobledo · Socuéllamos · Camp de Criptana · Alcázar de San Juan · Cinco Casas · Manzanares · Daimiel · Almagro · Ciudad Real-Central |
| 46                   | Regional Exprés              | 470                                                                                   | Valencia - Albacete-Los Llanos - Alcázar de San Juan               | Valencia · Játiva · Mogente · La Encina · Almansa · Albacete-Los Llanos · La Gineta · La Roda · Minaya · Villarrobledo · Socuéllamos · Camp de Criptana · Alcázar de San Juan |
| 47                   | Regional                     | 592                                                                                   | Valencia - Játiva - Alcoy                                          | Valencia · Játiva · Genovés · Benigánim · Puebla del Duc · Montaberner · Bufalí · Albaida · Agullent · Onteniente · Agres · Cocentaina · Alcoy |
| 48                   | Regional                     | 592, 599, 594 "Alguna vez en el Lince Madrid Cuenca" 598 "en el Lince Cuenca - Madrid | Valencia - Cuenca - Madrid                                         | Valencia-Estación del Norte · Valencia-Fuente San Luis · Valencia-San Isidro · Chirivella-Alquerías · Aldaya · Loriguilla-Reva · Circuito Ricardo Tormo ·Cheste · Chiva · Buñol · Requena · San Antonio de Requena · Utiel · Las Cuevas · Camporrobles · Víllora · Yemeda-Cardenete · Arguisuelas · Carboneras de Guadazón · Cañada del Hoyo · Cuenca · Chillarón · Cuevas de Velasco · Castillejo del Romeral · Huete · Tarancón · Santa Cruz de la Zarza · Villarrubia de Santiago · Noblejas · Ocaña · Ontígola · Aranjuez · Villaverde Bajo ·Madrid-Atocha Cercanías |
| 49                   | MD                           | 599                                                                                   | Valencia - Teruel - Zaragoza                                       | Valencia · Valencia-Cabanyal · Sagunto · Segorbe-Ciudad · Barracas · Rubielos de Mora · Mora de Rubielos · Sarrión · Puebla de Valverde · Puerto Escandón · Teruel · Cella · Santa Eulalia del Campo · Villafranca del Campo · Monreal del Campo · Torrijo del Campo · Caminreal-Fuentes Claras · Calamocha Nueva · Navarrete · Lechago · Cuencabuena · Ferreruela · Villahermosa · Badules · Villadoz · Villarreal de Huerva · Encinacorba · Cariñena · Longares · Arañales-Muel · María Huerva · Zaragoza-Delicias · Zaragoza-Portillo · Zaragoza-Goya · Miraflores |
| 50                   | Regional Exprés              | 470                                                                                   | Valencia - Castellón de la Plana - Vinaroz - Tortosa               | Valencia Norte · Valencia-Cabañal · Sagunto · Villarreal · Castellón de la Plana · Benicasim · Oropesa · Torreblanca · Alcalà de Chivert · Benicarló-Peníscola · Vinaroz · Ulldecona-Alcanar-La Senia · Aldea-Amposta-Tortosa · Tortosa |
| 51                   | MD                           | 449                                                                                   | Madrid - Ávila                                                     | Atocha Cercanías · Madrid-Chamartín · Villalba de Guadarrama · El Escorial · Zarzalejo · Robledo de Chavela · Santa María de la Alameda-Peguerinos · El Pimpollar · Las Navas del Marqués · Navalperal · Herradón - La Cañada · Guimorcondo · Ávila |
| 52                   | Regional Exprés MD Intercity | 592, 594, 598, 599                                                                    | Madrid - Cáceres - Mérida - Badajoz                                | Atocha Cercanías · Leganés · Fuenlabrada · Illescas · Torrijos · Erustes · Montearagón · Talavera de la Reina · Oropesa de Toledo · Navalmoral · Casatejada · Monfragüe · Plasencia · Mirabel · Casas de Millán · Cañaveral · Cáceres · Arroyo-Malpartida · San Vicente de Alcántara · Valencia de Alcántara // Mérida · Aljucén · La Garrovilla · Torremayor · Montijo · Montijo-El Molino · Guadiana · Badajoz |
| 53                   | Regional                     | 446, 447 és 450                                                                       | Madrid - Segovia                                                   | Atocha Cercanías · Madrid-Recoletos · Madrid-Nuevos Ministerios · Madrid-Chamartín · Villalba de Guadarrama · Cercedilla · Tablada · Gudillos · San Rafael · La Estación de El Espinar · Los Ángeles de San Rafael · Otero de Herreros · Ortigosa del Monte · Navas de Riofrío-La Losa · Segovia |
| 54                   | Regional Exprés              | 594, 598, 599                                                                         | Madrid - Soria                                                     | Madrid-Chamartín · Alcalá de Henares · Guadalajara · Espinosa de Henares · Carrascosa de Henares · Jadraque · Matillas · Baides · Sigüenza · Torralba · Almazán-Villa · Tardelcuende · Quintana Redonda · Soria |
| 55                   | Regional Exprés              | 470                                                                                   | Madrid - Arcos de Jalón - Zaragoza                                 | Madrid-Chamartín · Alcalá de Henares · Guadalajara · Yunquera de Henares · Humanes · Espinosa de Henares · Carrascosa de Henares · Jadraque · Matillas · Baides · Sigüenza · Torralba · Medinaceli · Arcos de Jalón · Santa María de Huerta · Monreal de Ariza · Ariza · Cetina · Alhama de Aragón · Bubierca · Ateca · Terrer · Calatayud · Embid de Jalón · Paracuellos/Saviñán · Saviñán-Mores-Purroy · Morata de Jalón · Ricla-La Almunia · Calatorao-Salillas de Jalón · Épila-Rueda de Jalón/Lumpiaque · Plasencia de Jalón · Grisén · Zaragoza-Delicias |
| 56                   | Regional                     | 596                                                                                   | Zaragoza - Huesca - Jaca                                           | Zaragoza-Delicias · Zaragoza-Portillo · Zaragoza-Goya · Miraflores · Tardienta · Huesca · Plasencia del Monte · Ayerbe · Riglos-Concilio · Riglos · Santa María és La Peña · Anzánigo · Caldearenas-Aquilué · Sabiñánigo · Jaca |
| 56                   | Regional                     | 596                                                                                   | Zaragoza - Huesca - Canfranc                                       | Zaragoza-Delicias · Zaragoza-Portillo · Zaragoza-Goya · Miraflores · Villanueva del Gállego · Tardienta · Huesca · Ayerbe · Riglos · Santa María y La Peña · Anzánigo · Caldearenas-Aquilué · Sabiñánigo · Jaca · Castiello-Pueblo · Villanúa-Letranz · Canfranc |
| 57                   | MD                           | 449                                                                                   | Madrid - Alcázar de San Juan - Los Llanos-Albacete                 | Madrid-Chamartín · Aranjuez · Castillejo-Añover · Villasequilla · Tembleque · El Romeral · Villacañas · Quero · Alcázar de San Juan · Camp de Criptana · Socuéllamos · Villarrobledo · Minaya · La Roda · La Gineta · Los Llanos-Albacete |
| 58                   | MD                           | 449                                                                                   | Madrid - Ciudad Real / Jaén                                        | Madrid-Chamartín · Aranjuez · Castillejo-Añover · Villasequilla · Tembleque · El Romeral · Villacañas · Quero · Alcázar de San Juan · Cinco Casas · Manzanares · Daimiel · Almagro · Ciudad Real Madrid-Chamartín · Atocha Cercanías · Aranjuez · Castillejo-Añover · Villasequilla · Tembleque · El Romeral · Villacañas · Quero · Alcázar de San Juan · Cinco Casas · Manzanares · Valdepeñas · Santa Cruz de Mudela · Almuradiel · Vilches · Linares-Baeza · Mengíbar-Artichuela · Jaén |
| 60                   | MD                           | 599                                                                                   | Alcázar - Ciudad Real - Badajoz                                    | Alcázar de San Juan · Manzanares · Daimiel · Almagro · Ciudad Real · Puertollano · Brazatortas-Veredas · Almadenejos-Almadén · Guadalmez-Los Pedroches · Cabeza de Buey · Almorchón · Castuera · Campanario · Villanueva de la Serena · Don Benito · Valdetorres · Guareña · Mérida · Aljucén · Garrovilla-Las Vegas · Montijo · Montijo-El Molino · Guadiana · Badajoz |
| 65                   | MD                           | 449                                                                                   | Sevilla - Cádiz                                                    | Sevilla-Santa Justa · Sevilla-San Bernardo · Virgen del Rocío · Dos Hermanas · Utrera · Las Cabezas · Lebrija · Aeropuerto de Jerez · Jerez de la Frontera · El Puerto de Santa María · Puerto Real · San Fernando-Bahía Sur · Estadio · Segunda Aguada · Cádiz |
| 66                   | MD                           | 449                                                                                   | Sevilla - Jaén                                                     | Sevilla-Santa Justa ·Lora del Río · Peñaflor · Palma del Río · Posadas · Córdoba-Central · Villa del Río · Andújar · Espeluy · Jaén |
| 67                   | MD                           | 599                                                                                   | Sevilla - Málaga                                                   | Sevilla-Santa Justa · Sevilla-San Bernardo · Dos Hermanas · Arahal · Marchena · Osuna · Pedrera · Antequera-Santa Ana · Bobadilla · El Chorro-Caminito del Rey · Las Mellizas · Álora · Málaga-María Zambrano |
| 68                   | MD                           | 599                                                                                   | Granada - Almería                                                  | Granada · Iznalloz · Benalúa de Guadix · Guadix · Fiñana · Gergal · Gador · Almería |
| 70                   | MD                           | 598                                                                                   | Algeciras - Antequera                                              | Algeciras · Los Barrios · San Roque-La Línea · Almoraima · Jimena de la Frontera · San Pablo · Gaucín · Cortes de la Frontera · Jimera de Líbar · Benaoján-Montejaque · Arriate · Ronda · Setenil · Almargen · Campillos · Bobadilla · Antequera-Santa Ana |
| 70                   | MD                           | 598                                                                                   | Ronda - Málaga                                                     | Ronda · Almargen · Campillos · Bobadilla · El Chorro-Caminito del Rey · Las Mellizas · Álora · Málaga-María Zambrano |
| 72                   | MD                           | 449 és 598                                                                            | Sevilla - Huelva                                                   | Sevilla-Santa Justa · Benacazón · Carrión de los Céspedes · Escacena · La Palma del Condado · Villarrasa · Niebla-Puerta del Buey · San Juan del Puerto · Huelva |
| 73                   | Regional                     | 599                                                                                   | Huelva - Zafra                                                     | Valencia del Ventoso · Medina de las Torres · Zafra |
| 74                   | Regional Exprés              | 598                                                                                   | Sevilla - Mérida                                                   | Sevilla-Santa Justa · Los Rosales · Tocina · Alcolea del Río · Villanueva del Río Minas · Pedroso · Cazalla-Constantina · Guadalcanal · Fuente del Arco · Llerena · Zafra · Zafra-Feria · Los Santos de Maimona · Villafranca de los Barros · Almendralejo · Calamonte · Mérida |
| 75                   | Intercity                    | 446                                                                                   | Villarrubia - Córdoba - Alcolea                                    | Villarrubia de Córdoba · El Higuerón · Córdoba-Central · Rabanales · Alcolea de Córdoba |

### Megváltozott viszonylatok
| Eredeti vonatnem | Új vonatnem  | Végállomások                                     | Útvonal |
| ---------------- | ------------ | ------------------------------------------------ | --- |
| Regional         | Cercanías R3 | Barcelona - Ripoll - Puigcerdá - Latour de Carol | Hospitalet de Llobregat · Barcelona-Sants · Plaza de Cataluña · Arco de Triunfo · Sagrera Meridiana · San Andrés Arenal · Torre del Baró · Moncada Bifurcación · Moncada Ripollet · Santa Perpetua de Moguda · Mollet Santa Rosa · Parets del Vallés · Granollers Canovellas · Las Franquesas del Vallés · La Garriga · Figaró · San Martín de Centellas · Centellas · Balenyá-Els Hostalets · Balenyá-Tona-Seva · Vich · Manlleu · Torelló · Borgonyà · San Quirico de Besora · Montesquiu · La Farga de Bebié · Ripoll · Campdevànol · Ribas de Freser · Planolas · Tosas · La Molina · Urtx-Alp · Puigcerdá · Latour de Carol-Enveitg |
| Regional         | FGC          | Lérida - Puebla de Segur                         | Lérida Pirineos · Alcoletge · Villanueva de la Barca · Térmens · Vallfogona de Balaguer · Balaguer · Gerb · San Lorenzo de Mongay · Villanueva de la Sal · Santa Liña · Áger · Cellers-Llimiana · Guardia de Tremp · Palacio de Noguera · Tremp · Salás de Pallars · La Puebla de Segur |

### Megszűnt járatok
| Járat MD | Vonatnem | Végállomások                | Útvonal |
| -------- | -------- | --------------------------- | --- |
| 2        | MD       | Orense - Puebla de Sanabria | Orense · Orense-San Francisco • Taboadela • Paderne-Cantoña • Puenteambia • Baños de Molgas • Villar de Barrio • Alberguería-Prado • Laza-Cerdedelo • Castrelo del Valle-Verín-Campobecerros • Villarino de Conso-La Capilla • La Gudiña • La Mezquita-Villavieja • Lubián • Pedralba · Puebla de Sanabria |
| 69       | MD       | Córdoba - Bobadilla         | Córdoba-Central · Montilla · Aguilar de la Frontera · Puente Genil · Casariche · La Roda de Andalucía · Fuente de la Piedra · Bobadilla |
| 71       | MD       | Granada - Linares           | Granada · Iznalloz · Moreda · Cabra del Santo Cristo-Alicún · Huesa · Larva · Los Propios és Cazorla · Jódar-Úbeda · Linares-Baeza |